# Gli amori di una spia
Gli amori di una spia (Stamboul Quest) è un film del 1934 diretto da Sam Wood e, non accreditato, Jack Conway.